# Primera volada (pel·lícula)
|  | Per a altres significats, vegeu «Primera volada». |

Primera volada (títol original en anglès Breaking Away) és una pel·lícula estatunidenca de Peter Yates estrenada el 1979. Ha estat doblada al català.
Va obtenir el premi a la millor pel·lícula als Globus d'Or i al millor guió original als Oscars el 1979, i va ser nominada a nombroses categories.

## Argument
La pel·lícula està ambientada a la ciutat de Bloomington d'Indiana. Quatre joves amics, acabats de graduar, que saben que no poden accedir a la universitat a causa dels seus problemes socials, passen els dies nedant en una pedrera plena d'aigua que és la seva piscina i altres diversos trucs.
El personatge principal, Dave, fill d'un paleta de pedra antiga, té una passió particular pel ciclisme i tot el relacionat amb Itàlia, sovint utilitza expressions italianes, adora l'òpera i arriba a pretendre ser d'origen italià per conquistar una noia, Kathy.

## Repartiment
- Dennis Christopher: Dave Stoller
- Dennis Quaid: Mike
- Daniel Stern: Cyril
- Jackie Earle Haley: Moocher
- Paul Dooley: Ray Stoller
- Barbara Barrie: Evelyn Stoller
- Robyn Douglass: Katherine
- Hart Bochner: Rod
- P.J. Soles: Suzy
- Amy Wright: Nancy
- John Ashton: germà de Mike

## Premis i nominacions

### Premis
- Oscar al millor guió original per Steve Tesich[3]
- BAFTA a la millor promesa per Dennis Christopher
- Globus d'Or a la millor pel·lícula musical o còmica[3]

### Nominacions
- Oscar a la millor actriu secundària per Barbara Barrie[3]
- Oscar al millor director per Peter Yates[3]
- Oscar a la millor cançó original per Patrick Williams[3]
- Oscar a la millor pel·lícula per Peter Yates[3]
- Globus d'Or al millor director per Peter Yates
- Globus d'Or al millor guió per Steve Tesich
- Globus d'Or a la nova estrella de l'any per Dennis Christopher